# Spiss
Spiss è un comune austriaco di 118 abitanti nel distretto di Landeck, in Tirolo.